# Magliophis stahli
Magliophis stahli (пурто-риканський малий полоз) — вид змій родини полозових (Colubridae). Ендемік Пуерто-Рико. Вид названий на честь пуерто-риканського лікаря і вченого Агустіна Шталя.

## Поширення і екологія
Пуерто-риканські малі полози широко поширені на Пуерто-Рико, за винятком південних районів острова. Вони живуть у вологих і сухих тропічних лісах, в садах, на кавових плантаціях та на луках, на висоті до 550 м над рівнем моря над рівнем моря. Живляться ящірками і амфібіями. Відкладають яйця.